# Universidade Nihon
A Universidade Nihon (日本大学, Nihon Daigaku, abreviada como 日大 Nichidai) é uma instituição de ensino superior privada e a maior universidade do Japão. Foi fundada em outubro de 1889, com a criação da Faculdade Nihon de Direito, atual Departamento de Direito, pelo então ministro da Justiça do país, Akiyoshi Yamada.
A maioria dos campi da Universidade estão localizados na Região de Kanto, sobretudo em Tóquio e em áreas vizinhas. Longe de Tóquio, estão dois campi nas províncias de Shizuoka e Fukushima. Diferente do sistema adotado por algumas universidades americanas (como o da Universidade da Califórnia, por exemplo), esses campi não representam universidades separadas, mas normalmente acomodam uma única faculdade ou escola (gakubu, 学部 em japonês).
Uma figura conhecida que estudou na Universidade é o atual Brand Manager da franquia Final Fantasy, Yoshinori Kitase.